# ゴシポール
ゴシポール（Gossypol）は、炭素と酸素と水素のみからなる有機化合物の1種で、ワタが生合成するテルペノイドとして知られる。食品がゴシポールによって汚染されたこともある。

## 概要

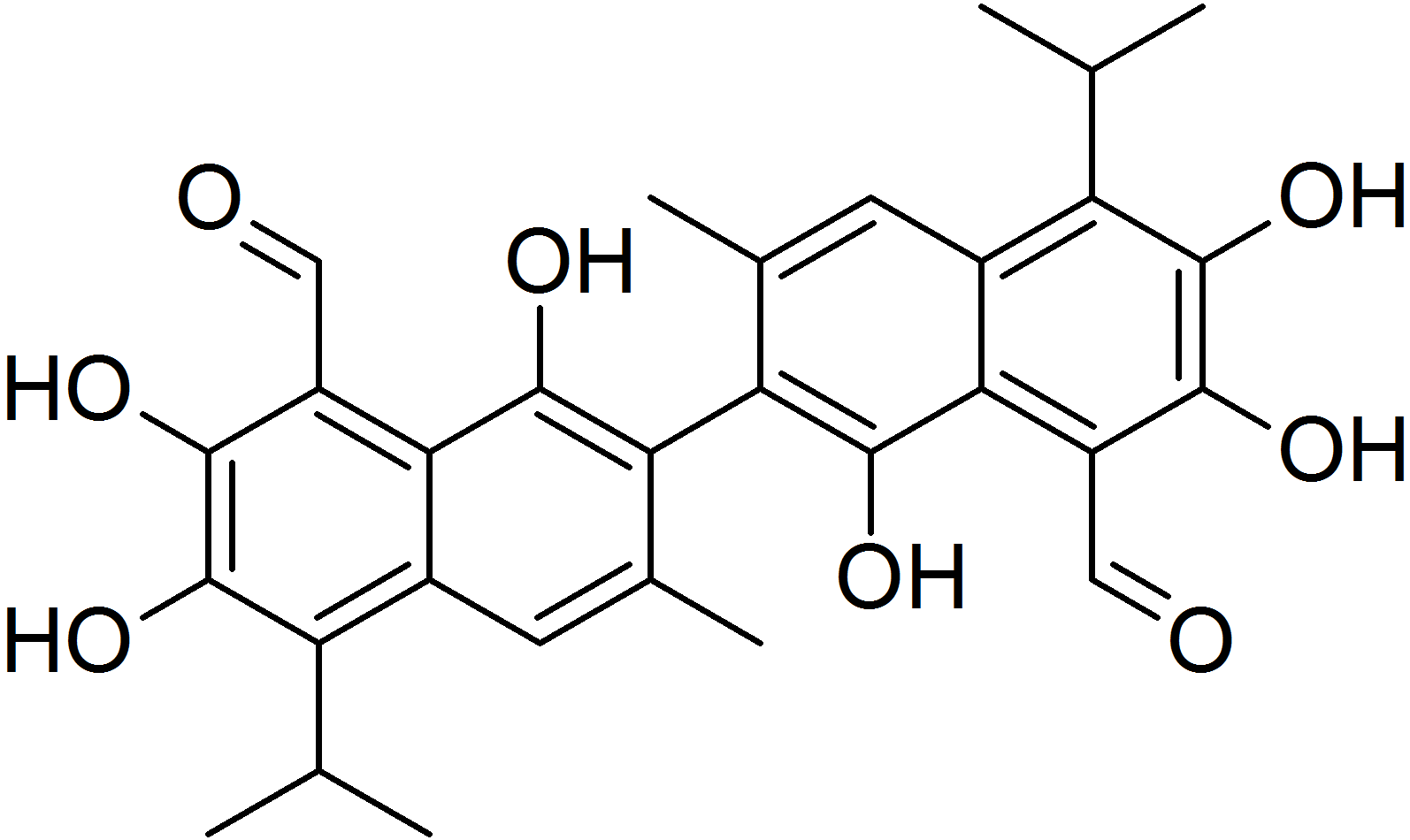
ゴシポールの線角構造式。

ゴシポールはワタが生合成する有毒な黄色の色素であり、種子、根、茎、葉に含まれている。特に種子に多く含有されている。分子式はC30H30O8。分子内に芳香環（ナフタレン）を2つ持っており、これが単結合で互いに直結した構造をしている。分子内にヒドロキシル基を合計6つ持つが、これらは全て芳香環（ナフタレン）に直結したフェノール性のヒドロキシル基である。なお芳香環（ナフタレン）にはアルデヒドも直結している。このようにパイ電子雲が広がった構造を持っているため、可視光を吸収して黄色く見える。ゴシポールは抗菌作用と殺虫作用を持っており、抗酸化作用も合わせ持つ。また、ヒトに対しては男性が摂取すると避妊作用がある。これを利用して男性用の経口避妊薬として使われる場合もある。

## 軸不斉

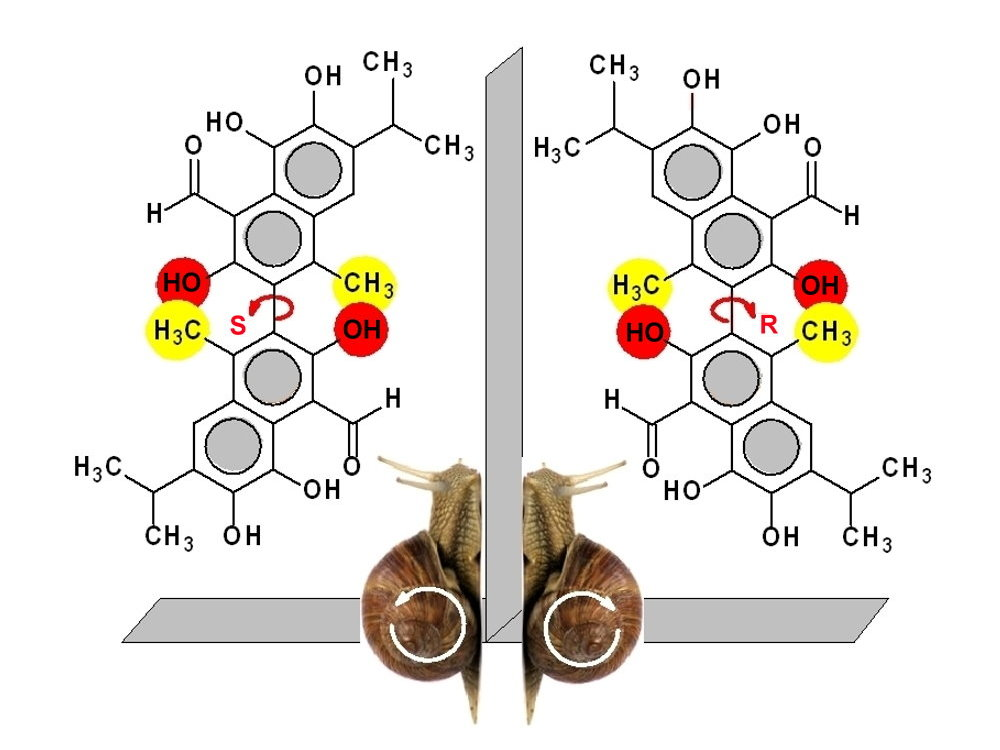
ナフタレンの部分を結ぶ単結合のオルト位に電気的に反発する置換基（ヒドロキシル基）があるために、この単結合の回転が制限され、右回り、左回りの違いが生じる。

ゴシポール分子内のナフタレン同士をつなぐ単結合は、通常の単結合とは違って回転が制限されているため、不斉炭素を1つも持っていないのにもかかわらず光学活性を有している。このような結合軸に由来するキラリティーを軸不斉という。

## 生合成

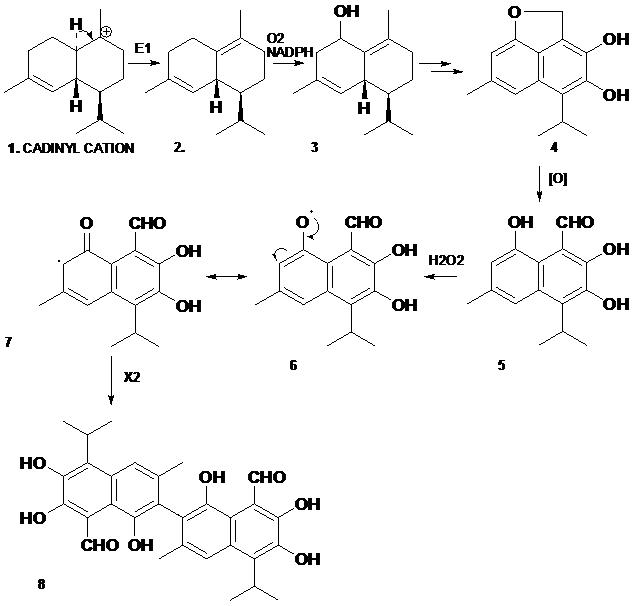
ゴシポールの生合成過程。

ゴシポールはカディネイン型（カジナン型とも表記する。Cadinane）のセスキテルペン（炭素数15のテルペノイド）の2量体である。つまり、まずゲラニル二リン酸にイソペンテニル二リン酸が縮合して、cis体のファーネシル二リン酸（ファルネシル二リン酸とも表記する。Farnesyl pyrophosphate）になる。これが幾つかのカルボカチオン中間体を経てカディネイン（Cadinane）になる。その後2量体化するなどして生合成される。

## 毒性
ゴシポールは抗菌作用と殺虫作用を持っている。したがって、ある種の生物にとって毒性を持つと判る。さらに動物実験では発がん性を示すとの報告も存在する。しかし2013年現在、国際がん研究機関は発がん性の分類評価を行わないまま放置している。またヒトに対しても毒性を持つ。中華人民共和国ではゴシポールを含んだ綿実油をヒトが食用にしていた地域があったため、この地域では出生率が低かった。原因は男性がゴシポールを摂取すると、男性側が原因で不妊になるためだった。粗悪な綿実油など、ゴシポールを含んだ食物を摂取すれば、同様の事態が起こり得る。